# Donnie Dee
Donnie Dee (Kansas City, 17 marzo 1965) è un ex giocatore di football americano statunitense che ha militato nel ruolo di tight end nella National Football League (NFL).

## Carriera
Dee al college giocò a football alla Tulsa University. Fu scelto dagli Indianapolis Colts nel corso dell'undicesimo giro (297º assoluto) del Draft NFL 1988. Nella prima stagione disputò 13 partite, nessuna delle quali come titolare. L'anno seguente disputò una sola partita con i Colts prima di passare ai Seattle Seahawks con cui disputò 3 partite, tutte come titolare, chiudendo la carriera a fine stagione.